# Hotel Europäischer Hof (Wuppertal)

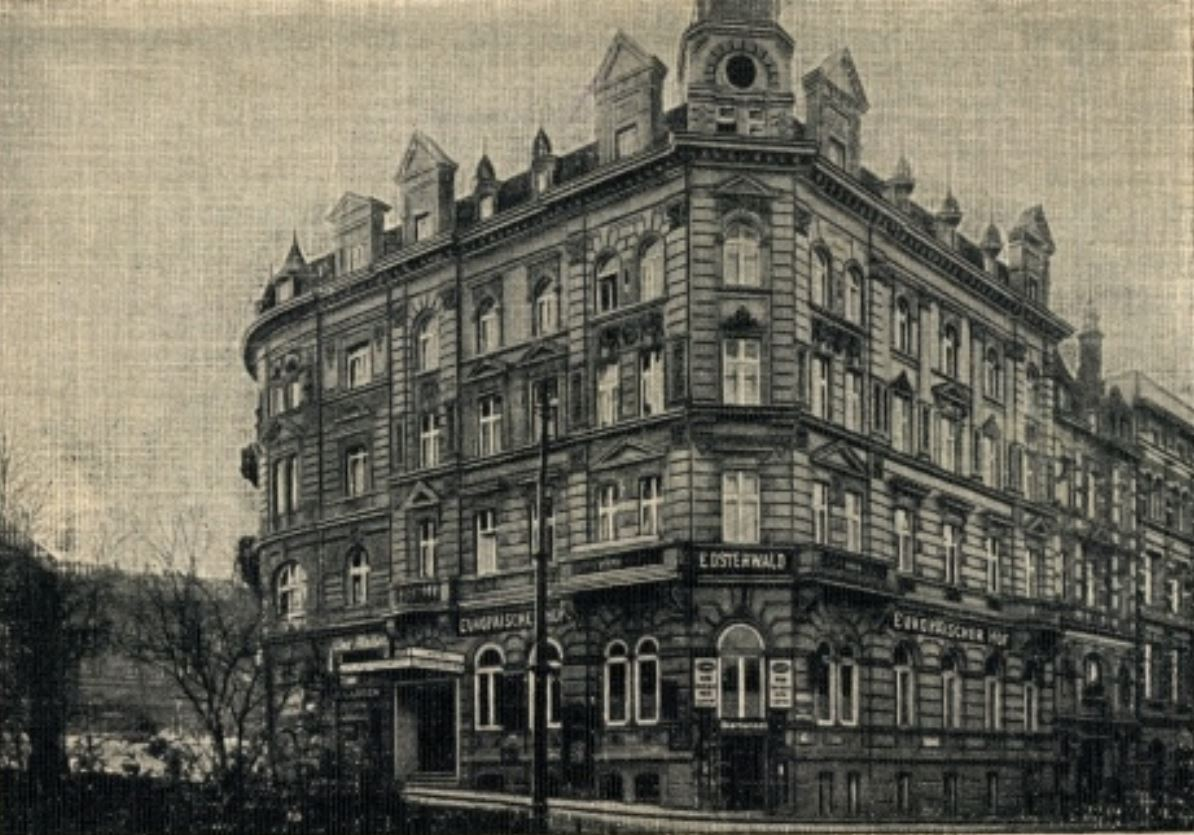
Hotel Europäischer Hof, zwischen August 1929 und Juni 1943, aus nord-östlicher Blickrichtung

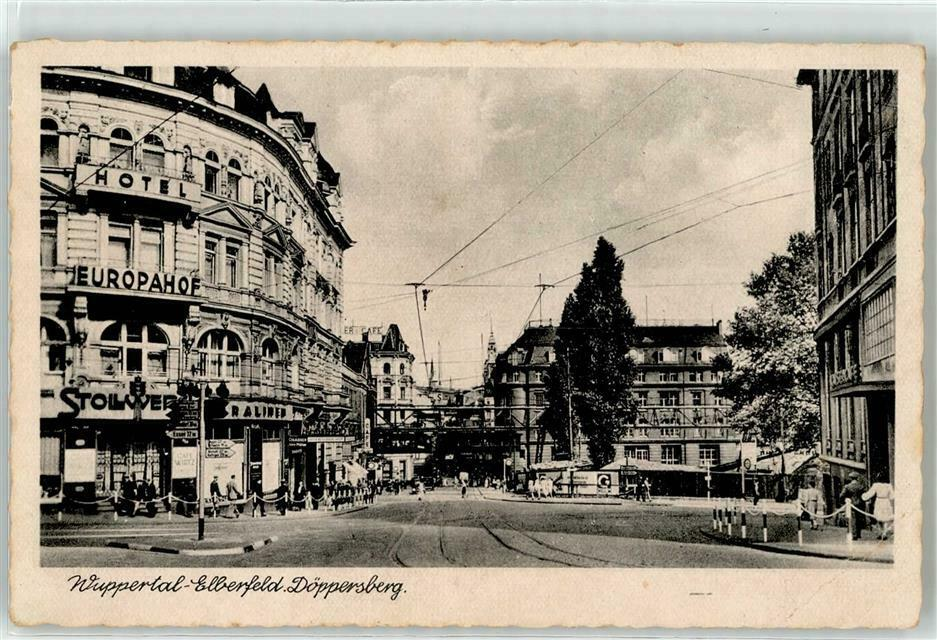
Hotel (links im Bild) aus südlicher Blickrichtung

Das Hotel Europäischer Hof war bis 1943 ein Hotel am Brausenwerther Platz am Elberfelder Döppersberg, heute Wuppertal.

## Geschichte
Das Hotel entstand um 1890 an der Neuen Fuhrstraße 1/3, sein Inhaber war E. Osterwald. Das Hotel Europäischer Hof und das Hotel Kaiserhof, beide in unmittelbarer Nähe zur Reichsbahndirektion Elberfeld (die spätere Bundesbahndirektion) und zum Bahnhof Elberfeld (heute Wuppertal Hauptbahnhof) gelegen, waren die führenden Adressen für Übernachtungen in der Stadt Elberfeld. Das Hotel-Adreßbuch fürs Deutsche Reich von 1928 führte das Hotel als „Bestbekanntes Haus I. Ranges, gegenüber dem Hauptbahnhof. Größtes Haus in Privatbesitz. Sämtliche Zimmer mit fließendem kalten und warmen Wasser sowie Staatstelefon. Zimmer mit Privatbad. Eigene Wagen-Halle und Boxen mit Tankstelle.“ Das Hotel verfügte über sechzig Betten und ein gut geführtes Restaurant.
Bei dem Luftangriff auf Elberfeld 1943 wurde der Straßenzug an der Neuen Fuhrstraße mit dem Hotel Europäischer Hof zerstört. Im Gegensatz zu dem benachbarten Kaiserhof wurde der Europäische Hof nicht wieder aufgebaut.

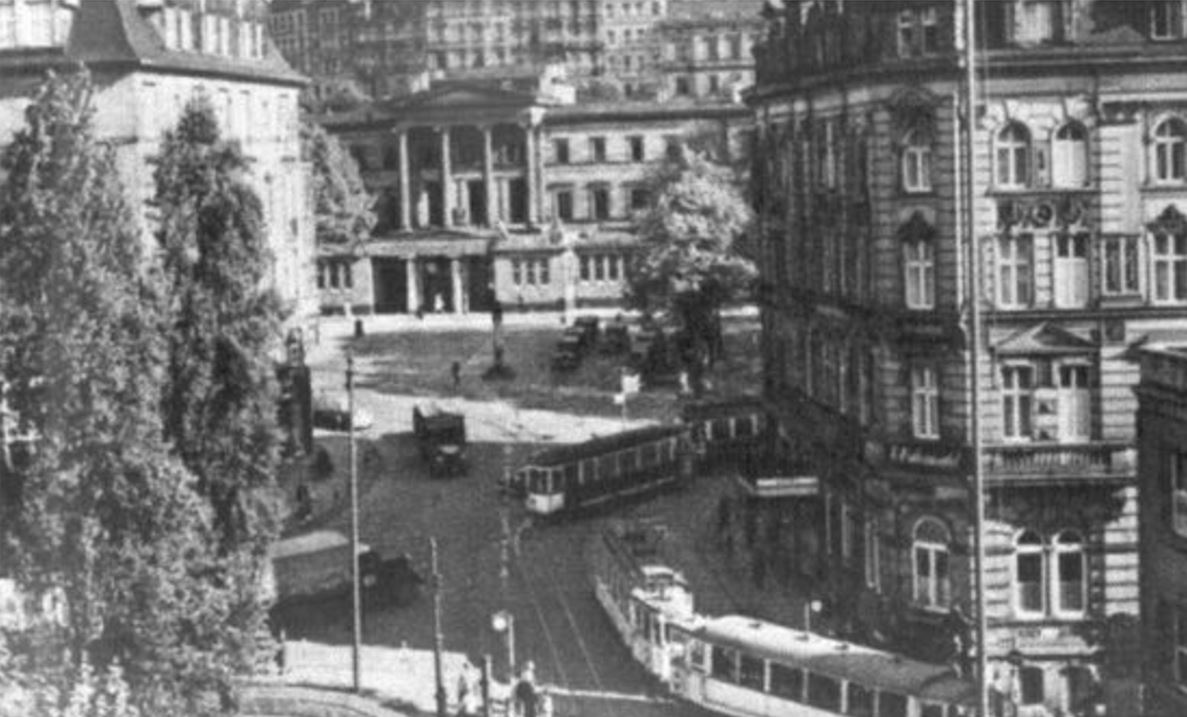
Blick von der Alten Freiheit zum Elberfelder Bahnhof von 1935, wie er sich dem Betrachter bis 1943 bot. Auf der rechten Seite das Hotel Europäischer Hof
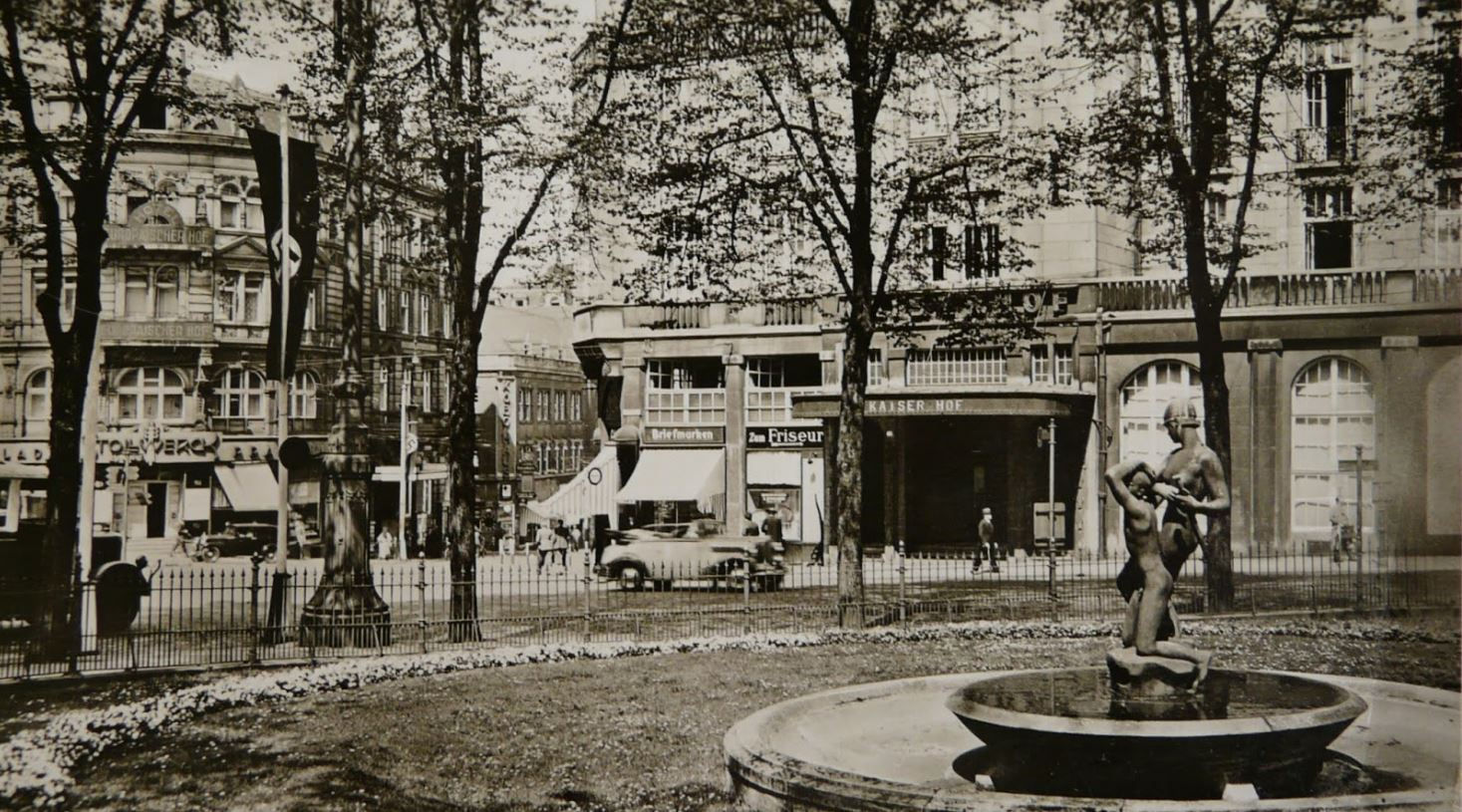
Links im Bild das Hotel Europäischer Hof, Bildmitte das Hotel Kaiserhof, rechts im Bild der Elberfelder Brunnen
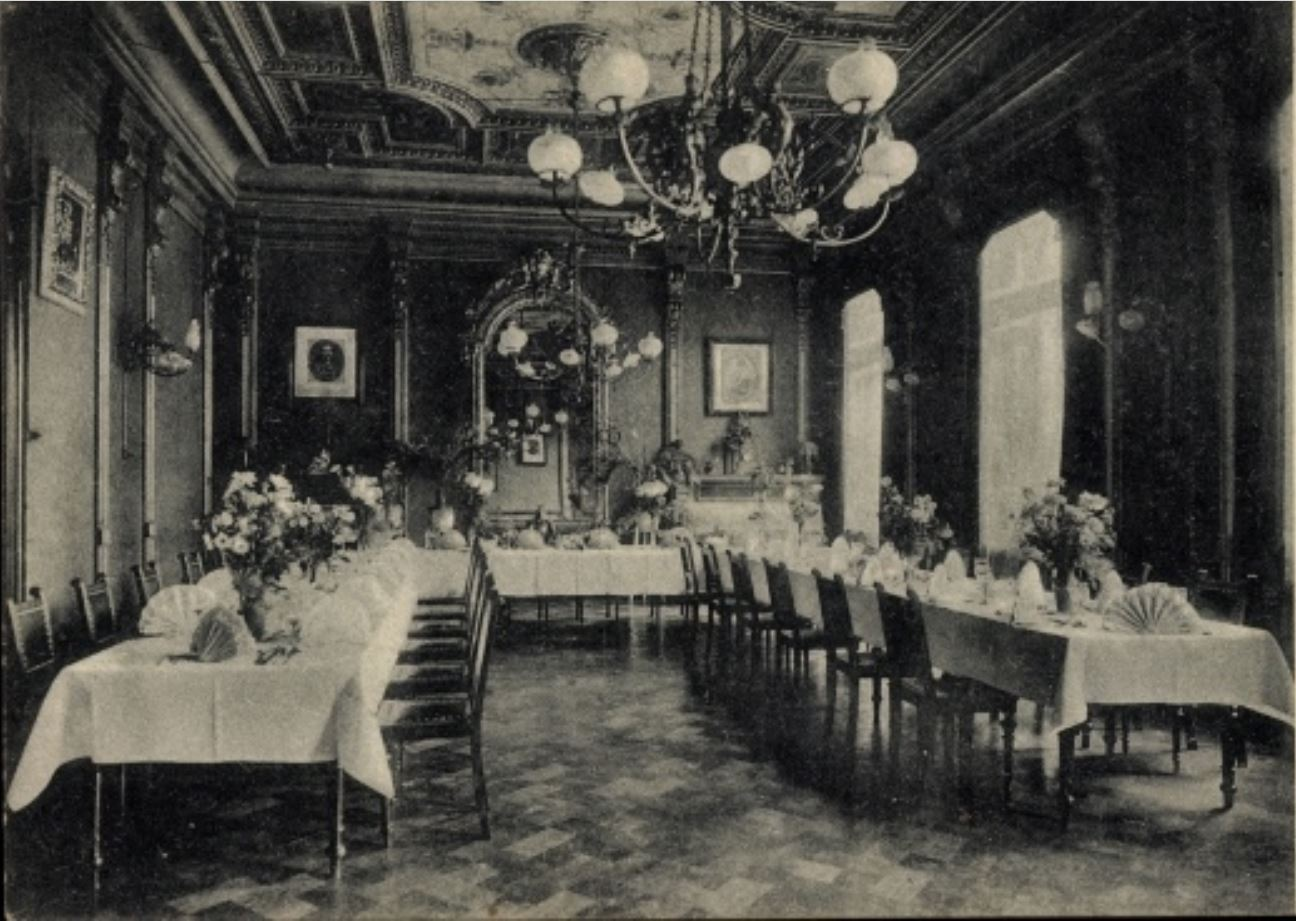
Speisesaal des Hotels